# 德奥理
德奥理（Teodoryk Balat，1858年10月28日—1900年7月9日）天主教圣人、方济各会会士、传教士。

## 生平
1858年10月28日，德奥理出生于法国塔恩省的圣玛尔定村（Saint-Martin-du-Taur）。11岁时进入小修院，后来进入阿尔比大修院。1880年加入方济各会。1884年起程前往中国传教。由于中法战争的影响，行程耽延，得以在罗马、亚西西、耶路撒冷朝拜圣地。1885年12月，德奥理神父到达山西太原，先后在潞安、大同等地传教，后来担任洞儿沟方济会初学院院长、修女会神师以及主教座堂的本堂神父。在庚子事变期间，仇视基督徒的山西巡抚毓贤于1900年7月7日逮捕了德奥理与艾士杰主教、富格辣副主教、雷体仁神父等人，并于7月9日下午，在山西巡抚衙门前，将他们杀害。

## 宣福与封圣
1946年11月24日，教宗庇护十二世将其宣为真福。2000年10月1日，教宗若望保禄二世将包括他在内的120位中华殉道真福宣为圣人。纪念日为7月9日。